# کلیسای سنت کلمت دینز
کلیسا سنت کلمت دینز (انگلیسی: St Clement Danes) یک کلیسای انگلیکان در شهر وست‌مینستر، لندن است.
این کلیسا که در خیابان استرند، لندن قرار دارد در قرن ۹ میلادی پایه‌گذاری شده اما ساختمان فعلی آن در سال ۱۶۸۲ میلادی توسط کریستوفر رن ساخته شده‌است.

## نگارخانه

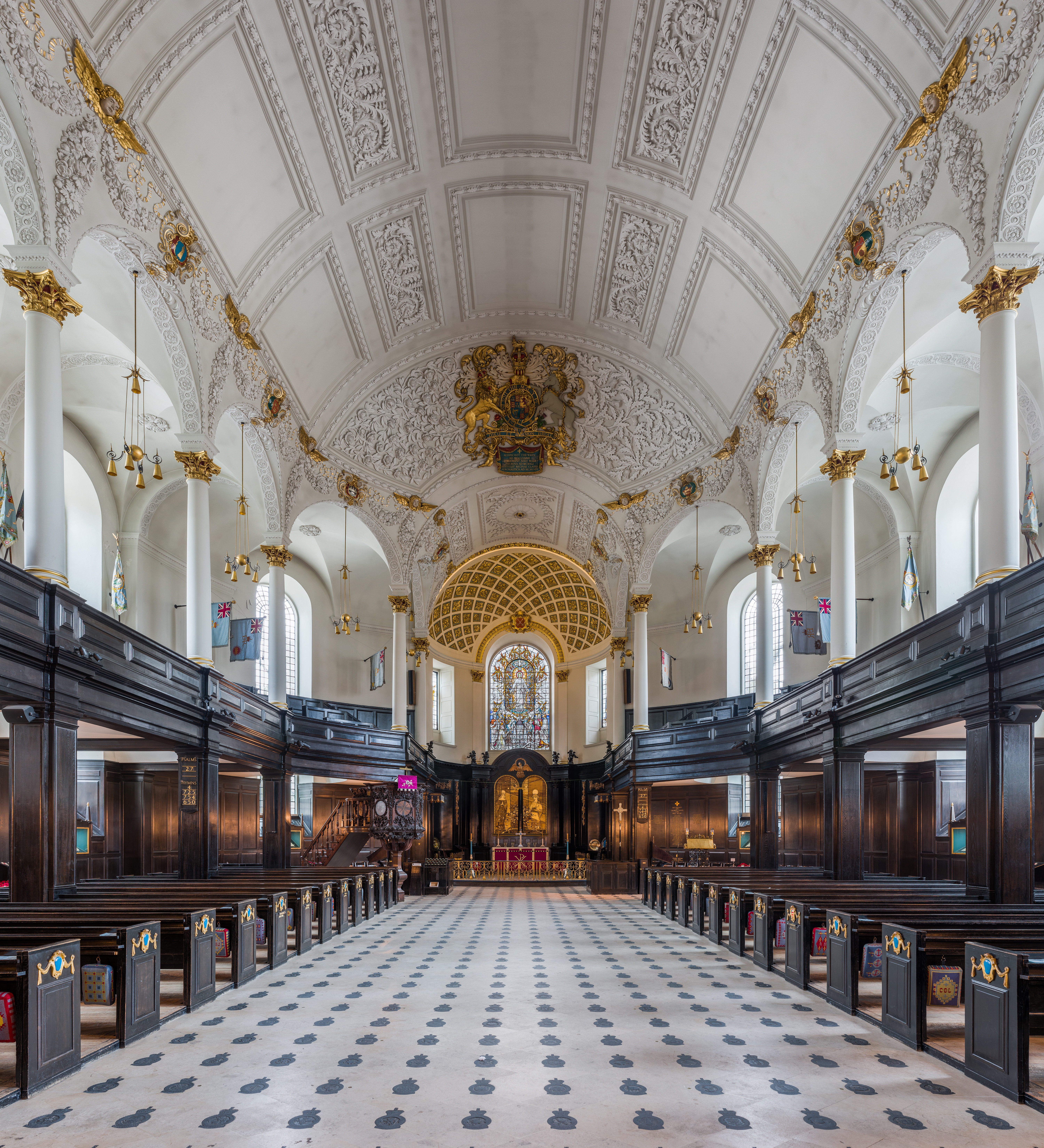
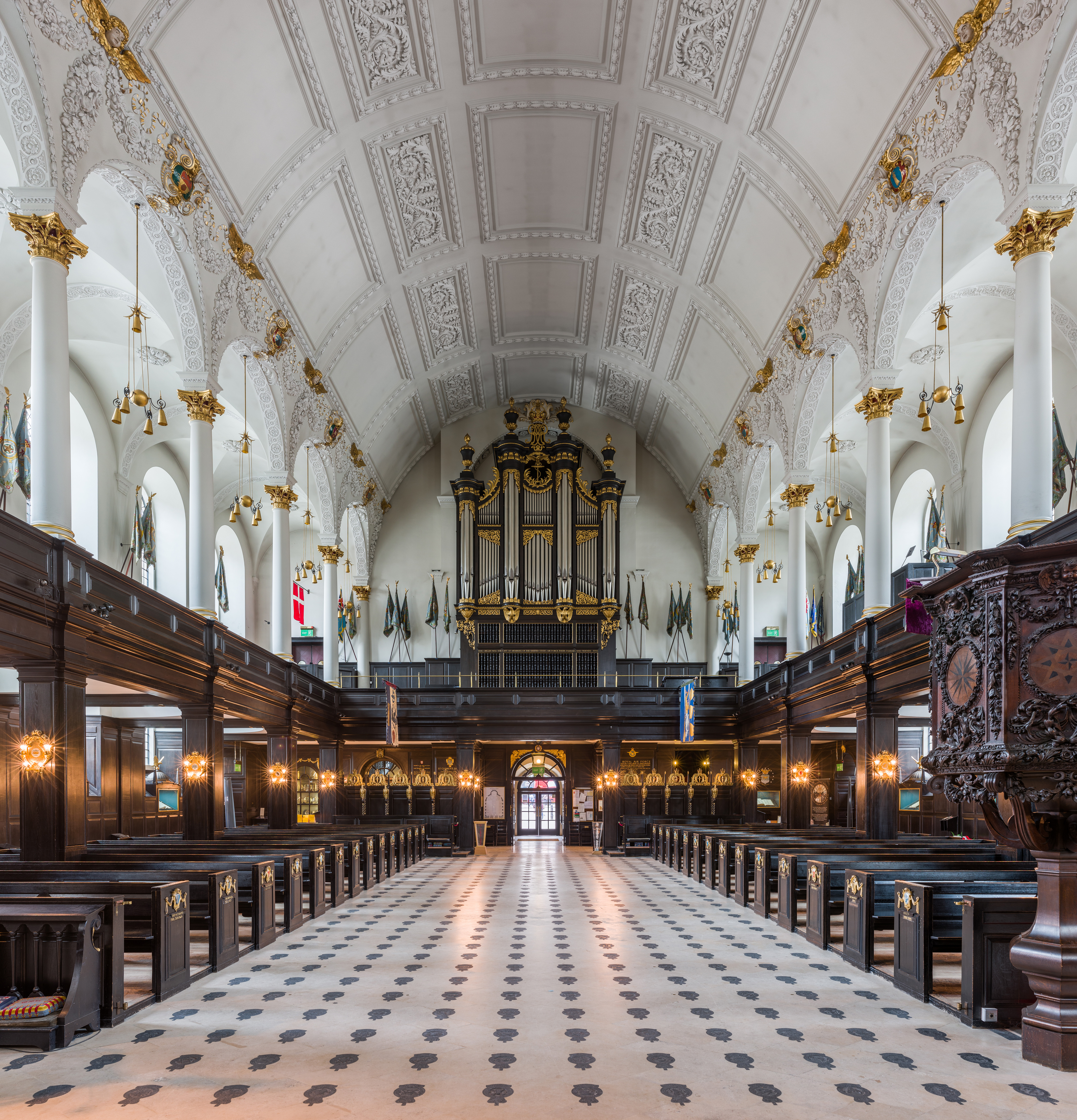
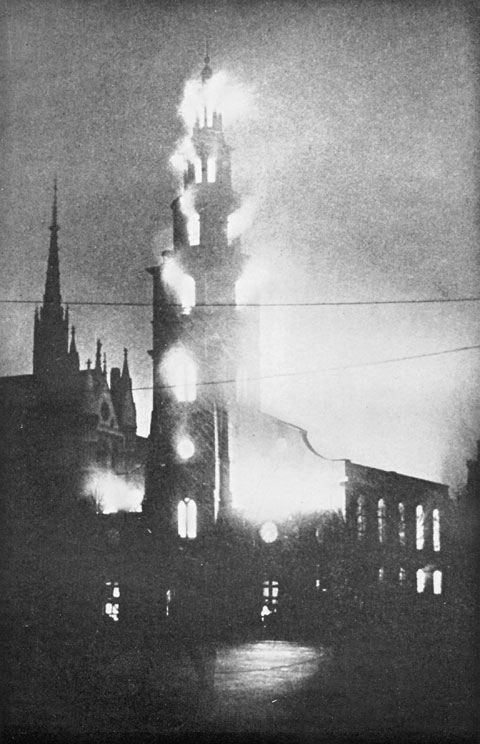
آتش‌سوزی کلیسا سنت کلمنت در سال ۱۹۴۱